# Antoni Sidorowicz

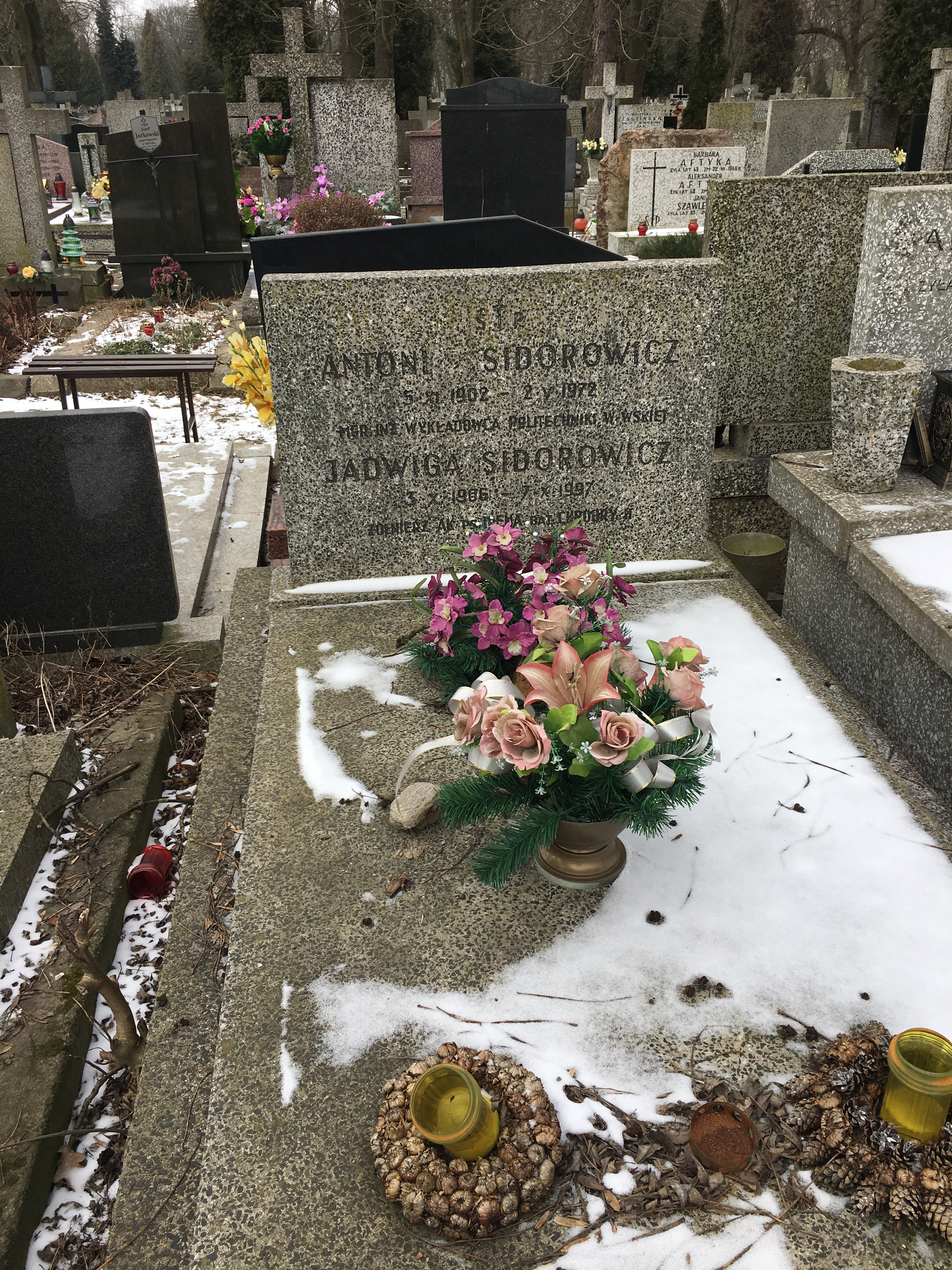
Grób Antoniego Sidorowicza na cmentarzu Bródnowskim w Warszawie

Antoni Sidorowicz (ur. 5 listopada 1902 w Orłówce, zm. 2 maja 1972 w Warszawie) – polski optyk, wykładowca Politechniki Warszawskiej.

## Życiorys
Ukończył studia na Wydziale Mechanicznym Politechniki Warszawskiej, od 1933 pracował w Polskich Zakładach Optycznych. Rok później został kierownikiem warsztatu optycznego w Zbrojowni nr. 2, wprowadził technologię grawerowania płytek ogniskowych. W latach 1936–1937 uzupełniał wiedzę w Instytucie Optycznym w Paryżu, gdzie uzyskał tytuł inżyniera optyka. Po zakończeniu działań wojennych powrócił do pracy w PZO, równocześnie zasiadał w Komitecie Odbudowy Przemysłu m.st. Warszawy. W 1951 został powołany na stanowisko kierownika działu w Centralnym Zarządzie Urządzeń Mechanicznych w Ministerstwie Przemysłu Maszynowego, równocześnie nauczał w Technikum Optycznym. Po utworzeniu Oddziału Mechaniki Precyzyjnej na Politechnice Warszawskiej Antoni Sidorowicz rozpoczął pracę organizacyjną, a następnie dydaktyczną w Katedrze Optyki w zakresie optyki fizjologicznej, technicznej i technologii elementów optycznych. Zainicjował i pracował nad rozwojem laboratorium i warsztatu doświadczalnego, współtworzył unikalne urządzenia pomiarowe dla placówek badawczych i zakładów przemysłowych. W latach 1957–1960 przewodniczył Sekcji Optyki SIMP, był członkiem rady naukowej ZANP Polskiej Akademii Nauk. Od lat 60. wykładał optykę techniczną na Wojskowej Akademii Technicznej. Antoni Sidorowicz był współautorem książki "Oko i okulary". Pochowany na cmentarzu Bródnowskim w Warszawie (kwatera 112N-1-27).